# Estadio (stacja kolejowa)
Estadio (hiszp. Estación de Estadio) – stacja kolejowa w Kadyksie, w Prowincji Kadyks, we wspólnocie autonomicznej Andaluzja, w Hiszpanii. Znajduje się pod Avenida Juan Carlos I, w dzielnicy San Severiano. Jest to stacja podziemna, która stanowi część linii C-1 Cercanías Cádiz.

## Położenie stacji
Znajduje się na linii kolejowej Alcázar de San Juan – Kadyks w km 154,9.

## Stacja
Została otwarta w 2002 roku po przebudowie linii kolejowej w Kadyksie i schowaniu jej do tunelu. Infrastruktura stacji jest podobna do stacji metra, składając się z dwóch bocznych peronów.

## Linie kolejowe
- Alcázar de San Juan – Kadyks

## Połączenia
Stacja obsługuje pociągi podmiejskie o częstotliwości od 15 do 60 min w kierunku Kadyksu i Jerez do San Fernando-Bahía Sur i 30 do 60 minut do Jerez w dni powszednie. W weekendy i święta częstotliwości wynosi 1 pociąg co godzinę przez cały dzień.